# Domenico Mignanti
Domenico Mignanti (Tolfa, 23 settembre 1824 – Orte, 27 aprile 1889) è stato un vescovo cattolico italiano.

## Biografia
Arciprete e vicario foraneo di Tolfa.
Il 23 dicembre 1872 fu nominato vescovo di Civita Castellana, Orte e Gallese.
Morto a Orte il 27 aprile 1889, è sepolto presso la chiesa di Santa Maria delle Grazie in Orte.

## Genealogia episcopale
La genealogia episcopale è:
- Cardinale Scipione Rebiba
- Cardinale Giulio Antonio Santori
- Cardinale Girolamo Bernerio, O.P.
- Arcivescovo Galeazzo Sanvitale
- Cardinale Ludovico Ludovisi
- Cardinale Luigi Caetani
- Cardinale Ulderico Carpegna
- Cardinale Paluzzo Paluzzi Altieri degli Albertoni
- Papa Benedetto XIII
- Papa Benedetto XIV
- Papa Clemente XIII
- Cardinale Bernardino Giraud
- Cardinale Alessandro Mattei
- Cardinale Pietro Francesco Galleffi
- Cardinale Giacomo Filippo Fransoni
- Cardinale Giacomo Luigi Brignole
- Vescovo Francesco Giuseppe Gandolfi
- Vescovo Domenico Mignanti